# Evan Turner
Evan Marcel Turner (Chicago, Illinois, 27 de octubre de 1988) es un exjugador de baloncesto estadounidense que disputó 10 temporadas en la NBA. Con 1,98 metros de estatura, jugaba en las posiciones de escolta y alero.

## Trayectoria deportiva

### Universidad
Jugó durante tres temporadas con los Buckeyes de la Universidad Estatal de Ohio, en las que promedió 15,0 puntos, 6,8 rebotes y 4,1 asistencias por partido. En su primera temporada consiguió su primer doble-doble de su carrera ante Tennessee, con 21 puntos y 10 rebotes, batiendo además su récord personal de anotación.
En su segunda temporada lideró la Big Ten Conference en anotación, con 17,3 puntos por partido, siendo además tercero en rebotes (7,1 por partido) y cuarto en número de robos de balón (58). Fue incluido en el mejor quinteto de la conferencia. Su mejor encuentro lo disputó ante la Universidad de Indiana, logrando 29 puntos y 10 rebotes.
En su último año de universitario volvió a liderar la Big Ten en anotación, con 20,4 puntos por partido, y también en rebotes, con 9,2, siendo segundo en asistencias, con 6,0 por partido. Además de lograr el título de Jugador del Año de su conferencia, acaparó la mayoría de premios al mejor jugador a nivel nacional, entre ellos el de Universitario del Año, el Premio John R. Wooden, el Oscar Robertson Trophy, el de Jugador del Año de la NABC y el de Jugador del Año para la Associated Press. Fue uno de los dos únicos jugadores del país en conseguir más de un triple-doble a lo largo de la temporada, logrando uno ante Alcorn State, y otro ante Lipscomb.

### Profesional
Fue elegido en la segunda posición del Draft de la NBA de 2010 por Philadelphia 76ers, con quienes firmó un contrato por tres temporadas por un valor estimado de 12 millones de dólares. Turner una temporada alta 23 puntos contra los Nets de Nueva Jersey, pero ha estado luchando a medio camino a través de la temporada un promedio de solo 7,3 puntos por partido. Pero no ha rendido al nivel esperado tratándose de una segunda elección del Draft.
En la temporada 2013-14 comenzó liderando a los 76ers con unos promedios de 23 puntos 4,3 rebotes y 4 asistencias. El 20 de febrero de 2014, fue traspasado junto con Lavoy Allen, a los Indiana Pacers a cambio de Danny Granger y una futura selección de segunda ronda.
Después de que Indiana no le hiciera una oferta calificada, Turner pasó a ser un agente libre sin restricciones. A finales de septiembre de 2014 firmó un contrato con los Boston Celtics.
Jugó dos temporadas en Boston, y el 6 de julio de 2016 firmó un contrato de cuatro años por $70 millones con Portland Trail Blazers.
Después de tres temporadas en Portland, el 24 de junio de 2019 es traspasado a Atlanta Hawks a cambio de Kent Bazemore.
El 4 de febrero de 2020 es traspasado a Minnesota Timberwolves, en un traspaso múltiple entre cuatro equipos y que afectó a 12 jugadores, pero no llegó a debutar con el equipo de Minnesota.

### Entrenador
El 30 de noviembre de 2020 anunció su retirada como jugador de la NBA y se unió a los Boston Celtics como entrenador asistente por una temporada.

## Estadísticas de su carrera en la NBA

### Temporada regular
| Año     | Equipo       | PJ  | PT  | MPP  | %TC  | %3P  | %TL  | RPP | APP | ROB | TPP | PPP  |
| ------- | ------------ | --- | --- | ---- | ---- | ---- | ---- | --- | --- | --- | --- | ---- |
| 2010-11 | Philadelphia | 78  | 14  | 23.0 | .425 | .318 | .808 | 3.9 | 2.0 | .6  | .2  | 7.2  |
| 2011-12 | Philadelphia | 65  | 20  | 26.4 | .446 | .224 | .676 | 5.8 | 2.8 | .6  | .3  | 9.4  |
| 2012-13 | Philadelphia | 82  | 82  | 35.3 | .419 | .365 | .740 | 6.3 | 4.3 | .9  | .2  | 13.3 |
| 2013-14 | Philadelphia | 54  | 54  | 34.9 | .428 | .288 | .829 | 6.0 | 3.7 | 1.0 | .1  | 17.4 |
| 2013-14 | Indiana      | 27  | 2   | 21.1 | .411 | .500 | .706 | 3.2 | 2.4 | .4  | .1  | 7.1  |
| 2014-15 | Boston       | 82  | 57  | 27.6 | .429 | .277 | .752 | 5.1 | 5.5 | 1.0 | .2  | 9.5  |
| 2015-16 | Boston       | 81  | 12  | 28.0 | .456 | .241 | .827 | 4.9 | 4.4 | .9  | .3  | 10.5 |
| 2016-17 | Portland     | 65  | 12  | 25.5 | .426 | .263 | .825 | 3.8 | 3.2 | .8  | .4  | 9.0  |
| 2017-18 | Portland     | 79  | 40  | 25.7 | .447 | .318 | .850 | 3.1 | 2.2 | .6  | .4  | 8.2  |
| 2018-19 | Portland     | 73  | 2   | 22.0 | .460 | .212 | .708 | 4.5 | 3.9 | .5  | .2  | 6.8  |
| 2019-20 | Atlanta      | 19  | 0   | 13.2 | .373 | .000 | .857 | 2.0 | 2.0 | .5  | .4  | 3.3  |
| Total   | Total        | 705 | 295 | 26.9 | .434 | .294 | .782 | 4.6 | 3.7 | .8  | .3  | 10.8 |

### Playoffs
| Año   | Equipo       | PJ | PT | MPP  | %TC  | %3P   | %TL   | RPP | APP | ROB | TPP | PPP  |
| ----- | ------------ | -- | -- | ---- | ---- | ----- | ----- | --- | --- | --- | --- | ---- |
| 2011  | Philadelphia | 5  | 0  | 19.4 | .447 | .800  | 1.000 | 4.6 | .8  | .6  | .2  | 8.0  |
| 2012  | Philadelphia | 13 | 12 | 34.5 | .364 | .000  | .688  | 7.6 | 2.5 | .9  | .4  | 11.2 |
| 2014  | Indiana      | 12 | 0  | 12.4 | .429 | .571  | 1.000 | 2.2 | 1.6 | .3  | .0  | 3.3  |
| 2015  | Boston       | 4  | 4  | 29.5 | .364 | .500  | .889  | 7.3 | 4.8 | .8  | .0  | 10.5 |
| 2016  | Boston       | 6  | 4  | 35.7 | .365 | .214  | .778  | 5.6 | 4.5 | 1.3 | 1.0 | 13.2 |
| 2017  | Portland     | 4  | 4  | 31.0 | .364 | .333  | .750  | 5.8 | 3.8 | 1.8 | .5  | 10.3 |
| 2018  | Portland     | 3  | 3  | 29.0 | .364 | .286  | 1.000 | 4.0 | 3.3 | 1.0 | .3  | 9.3  |
| 2019  | Portland     | 16 | 0  | 15.3 | .326 | 1.000 | .800  | 4.6 | 2.2 | .2  | .2  | 2.7  |
| Total | Total        | 63 | 27 | 23.5 | .372 | .356  | .765  | 5.0 | 2.6 | .7  | .3  | 7.3  |